# Jordan (kardynał S. Susanna)
Jordan (zm. 1154) – francuski kardynał. Często błędnie podaje się, że był rzymianinem z rodu arystokratycznego Bobone-Orsini.

## Życiorys
Był mnichem kartuzjańskim w klasztorze Le Mont-Dieu koło Reims. Prawdopodobnie w grudniu 1144 papież Lucjusz II mianował go kardynałem. Między 9 stycznia a 16 grudnia 1145 sygnował bulle papieskie jako kardynał diakon, a między 31 grudnia 1145 a 11 czerwca 1154 jako kardynał prezbiter S. Susanna. Za pontyfikatu Eugeniusza III przez kilka lat służył jako kamerling Świętego Kościoła Rzymskiego. W 1151 razem z kardynałem Ottaviano z S. Cecilia był legatem papieskim w Niemczech w celu wezwania króla niemieckiego Konrada III do Italii na koronację cesarską. Rok później działał jako legat we Francji. W trakcie obu tych legacji zyskał złą sławę z powodu bezwzględności w egzekwowaniu opłat należnych Stolicy Apostolskiej od lokalnych kościołów. Uczestniczył w papieskiej elekcji 1145 i papieskiej elekcji 1153. Zmarł prawdopodobnie jesienią 1154 roku.